# 稲田茂 (グラフィックデザイナー)
稲田 茂（いなだ しげる、1928年 - 2009年7月）は、書体デザイナー、グラフィックデザイナー。岡山県小田郡矢掛町出身。稲田しげる、亜井宇重夫（あい・うえお）名義でも活動した。「イナブラッシュ」「イダシエ」「昭和モダン体」などの書体をデザインしたことで知られている。とくに「昭和モダン体」は漫画『さよなら絶望先生』のロゴに使用されたことがきっかけで「絶望書体」と呼ばれ人気を集めた。死後、書体は有限会社六歌仙が管理している。

## 略歴
- 1928年、岡山県小田郡矢掛町に生まれる。
- 1945年、京城公立工業学校（現・ソウル科学技術大学校）建築科卒業。
- 株式会社奥村組（岡山県）入社。
- 株式会社日展（東京のディスプレイ会社）入社。
- グラフィックデザイナーとして独立。レタリングや文字に関する本を多く執筆。書体デザイナーとしては、明朝体やゴシック体のような基本書体よりも、広告の見出しなどに使われるディスプレイ体を中心に制作した。
- 1973年、「少年少女世界の美術館」（主婦と生活社）全12巻の本文全文の描き文字を担当。
- 全国ドライ新聞社専属ライター、株式会社CCセンター専属デザイナー。
- 2009年7月、死去。

## デザイン書体
主要なものに限る。
- ファニー/FNY（写研、1972）
- イナブラシュ/ENA（写研）
- イダシェ/EDA（写研）
- トーク（モリサワ、1980）
- イボテ/EBOT（写研、1985）
- イナひげ/EHGE（写研、1985）
- イナミン/EEMN（写研、1989）
- イナクズレ/EKZ（写研、1989）
- イナピエロ/EPR（写研、1994）
- ぶらっしゅ（リョービイマジクス）
- 木彫体（エム・ピー・シー、1999）
- 昭和モダン体（エム・ピー・シー、1999）
- 民芸体（エム・ピー・シー、2002）

## 著書
- 『日本字フリースタイル700』（ダヴィッド社、1969）
- 『日本字フリースタイルのエレメント』（ダヴィッド社、1971）
- 『写真でみるレタリング入門』（ダヴィッド社、1975）
- 『日本字フリースタイル700 2』（ダヴィッド社、1976）
- 『タイトル文字1000　そのアイデアとバリエーション』（日美デザイン研究所）
- 『明朝体・ゴシック体マスター』（日美デザイン研究所）
- 『ちらし広告の技術　いちばん身近な広告媒体』（現代ジャーナリズム出版会、1978）
- 『PTAとうさん奮戦記』（けいせい出版、1978）※1979年に「PTA父さん奮戦記」のタイトルで東映教育映画化
- 『日本字フリースタイル700 3』（ダヴィッド社、1981）
- 『新隷書体字典』（マール社、1981）
- 『民芸文字』（マール社、1982）
- 『組み合わせてすぐできるチラシタイトル5000』（マール社、1983）
- 『昭和モダン体』（エム・ピー・シー、1999）
- 『木彫体』（エム・ピー・シー、1999）
- 『MPC看板フォントCD-ROM BOOK 1　木彫体』（エム・ピー・シー、2002）
- 『MPC看板フォントCD-ROM BOOK 2　昭和モダン体』（エム・ピー・シー、2002）
- 『MPC看板フォントCD-ROM BOOK 5　民芸体』（エム・ピー・シー、2002）